# 리암 니슨
리암 존 니슨(영어: Liam John Neeson, OBE, 1952년 6월 7일~)은 북아일랜드의 배우이다. 1976년 그는 2년간 벨파스트의 리릭 플레이어스 극장에서 활동했다. 그는 아더왕의 영화 《엑스칼리버》(1981)에 출연했다. 1982년부터 1987년까지 니슨은 《바운티 호의 반란》(1984)에서 멜 깁슨, 안소니 홉킨스, 《미션》(1986)에서 로버트 드 니로, 제레미 아이언스와 함께 5편의 영화에 출연했다. 그는 《불타는 복수》(1989)에서 패트릭 스웨이지와 함께 주연 역할을 맡았다. 니슨은 미국 아카데미상 작품상을 수상한 스티븐 스필버그 감독의 영화 《쉰들러 리스트》(1993)에서의 주연 역할로 세계적인 명성을 얻었다.
그는 역사 전기 드라마 영화 《마이클 콜린스》(1996)에서 주연 역할, 빅토르 휴고의 《레 미제라블》(1998), 《스타워즈 에피소드 1: 보이지 않는 위험》(1999), 전기 드라마 영화 《킨제이 보고서》(2004), 슈퍼히어로 영화 《배트맨 비긴즈》(2005), 액션 스릴러 시리즈 《테이큰》(2008-2014), 스릴러 생존 영화 《더 그레이》(2011)과 역사 드라마 《사일런스》(2016)을 포함한 성공적인 영화에 출연 한 바 있다. 그는 또한 《나니아 연대기》의 3부작(2005-2010)에서 아슬란 역할과 《몬스터 콜》(2016)에서 명목상의 괴물 목소리를 연기했다.
리슨은 비평가들에 찬사를 받은 영화 《쉰들러 리스트》(1993)로 골든글로브상 영화 드라마 부문 남우주연상, 영국 아카데미상(BAFTA), 미국 아카데미상 최우수 남우주연상에 후보 지명되었다. 영국의 엠파이어 매거진에서는 리슨을 "영화 역사상 가장 섹시한 스타 100인"과 "역대 TOP 100인의 영화 배우"로 선정했다. 니슨은 2000년 새해 영예에서 엘리자베스 2세 여왕으로부터 OBE 훈장을 수여 받았다. 아메리칸 아일랜드 펀드(American Ireland Fund)는 뉴욕시의 2008 디너 갈라(Dinner Gala)에서 아일랜드로 가져온 위대한 특별 공연 예술상을 수상했다. 2017년에 니슨은 영국에 본사를 둔 리치토피아에 의해 세계에서 가장 영향력있는 200명의 자선 사업가 및 사회 사업가 목록에 74위를 차지했다.

## 성장 과정

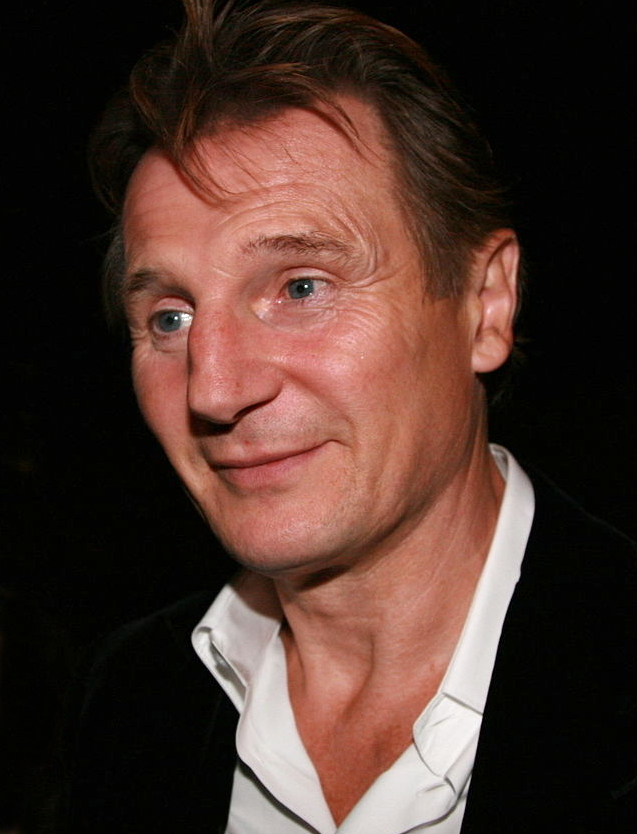
2008년 9월 영화 《디 아더 맨》 시사회에서 리암 니슨.

니슨은 1952년 6월 7일, 북아일랜드 앤트림주 밸리미나에서 밸리미나 보이스 올 세인트 초등학교의 관리인 캐서린 "키티" 니슨 (결혼 전 성씨는 브라운)과 요리사인 베르나르드 "바니" 니슨의 아들로 태어났다. 로마 가톨릭교회 집안에서 성장한 그는 그는 지역 성직자의 이름을 따서 리암이라는 이름이 붙여졌다. 네 명의 형제 중 셋째인 그는 엘리자베스, 버나뎃, 로잘린의 세 명의 여자 형제들이 있다.
만 9세 때, 니슨은 올 세인트 유스 클럽에서 복싱 강의를 시작하여 만 17세에 중단하기 전에 여러 지역 타이틀을 획득했다. 니슨은 만 11세 때 처음으로 무대에 서기 시작했다. 영어 교사가 학교 공연에서 주연을 제안한 후, 당시 그가 관심을 보인 소녀가 주연을 맡았기 때문에 받아 들였다. 그는 다음 해에 학교 제작의 공연에서도 계속 연기를 했다.
배우가 되기 위해서 연기를 하기로 결정한 니슨은 얼라이언스 장로교(DUP)의 설립자인 이안 페슬리의 영향을 받았다. 1971년 니슨은 기네스 양조장에서 트럭 운전과 건축 보조 등의 다양한 일을 전전하기 전에 북아일랜드의 벨파스트 퀸즈 대학교에서 물리학과 컴퓨터공학을 전공하는 학생이었다. 퀸즈 대학교에서 그는 축구에 대한 재능을 발견했으며, 보헤미안 F.C의 숀 토마스가 그를 눈여겨 봤다. 더블린에 클럽 경기이 있었고 니슨은 샴록 로버스 F.C.를 대신하여 한 경기를 뛰었지만 계약을 맺지는 않았다.

## 개인 생활

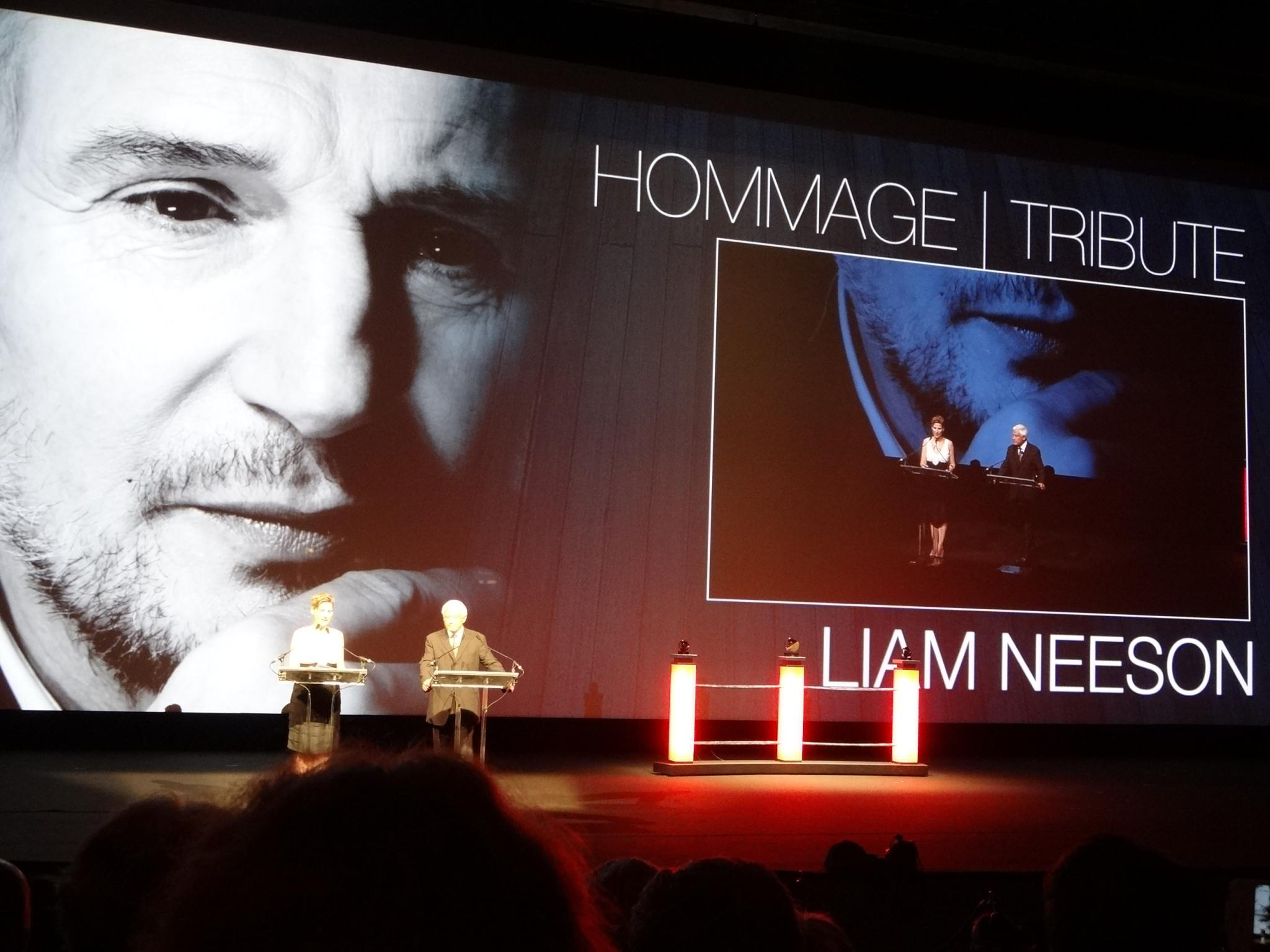
2012년 도빌 미국 영화제에서 리암 니슨.

니슨은 현재 뉴욕주, 뉴욕 시 밀부록에서 거주하고 있다.
니슨은 1980년대 초반 여배우 헬렌 미렌과 데이트하였다. 그들은 영화 《엑스칼리버》(1981)의 현장에서 만났다. 니슨은 1993년 브로드웨이에서 연극 《안나 크리스티》 리바이벌에서 공연하면서 미래의 아내인 너태샤 리처드슨을 만났다. 그들은 1994년 7월 3일에 결혼했다. 그녀와 니슨 사이에는 두 명의 아들, 마이클 리처드 안토니오 니슨(1995년 6월 22일, 더블린 출생)과 다니엘 잭 니슨(1996년 8월 27일, 뉴욕 출생)이 있다. 2004년 8월, 니슨과 그의 아내는 뉴욕의 밀부록에 부동산을 구입했다. 2009년 3월 18일, 리처드슨은 캐나다 퀘벡주 몬트리올 북서부의 몽 트렘 블 리조트에서 스키 사고로 심각한 두부 손상을 입고 사망했다. 니슨은 그녀의 유언에 따라 장기를 기증했다.
일찍부터 흡연자였던 니슨은 2003년에 담배를 끊고 금연하고 있다. 2009년 8월, 니슨은 그가 미국 시민권자로 귀화했다고 말했다. 2011년 3월 그는 유니세프(UNICEF)의 친선 대사로 임명되었다. 니슨은 젊은이들이 영화 산업에 참여하도록 장려하고 도움을 주는 벨파스트에 기반을 둔 자선 단체 및 영화제 시네매직의 후원자이다.
2009년 벨파스트 퀸즈 대학교에서 물리학과 컴퓨터공학과를 졸업 한지 거의 40년이 지난 니슨은 명예 박사 학위를 받았다. 그의 명예 박사 학위는 뉴욕의 부총장인 피터 그렉슨에 의해 그에게 수여했다.

## 출연 작품

### 영화
- 1978년 영화 《천로역정》 ... 예수 그리스도 / 복음 전도자 역
- 1979년 영화 《크리스티아나》
- 1981년 영화 《엑스칼리버》 ... 거웨인 역
- 1983년 영화 《혹성의 위기》 ... 케란 역
- 1984년 영화 《자산가》 ... 블랙키, 오닐 역
- 1984년 영화 《엘리스 아일랜드》 ... 케빈 머레이 역
- 1984년 영화 《바운티 호의 반란》 ... 찰스 처칠 역
- 1985년 영화 《램》 ... 마이클 램 역
- 1985년 영화 《이노센트(영어판)》 ... 존 칸스 역
- 1986년 영화 《미세스 엠마》 ... 블랙키 오닐 역
- 1986년 영화 《내일이 오면》 ... 안드레 트리그넨트 경찰 역
- 1986년 영화 《델타 포스》 ... 델타 포스 콤먼도 역
- 1986년 영화 《미션》 ... 필딩 역
- 1986년 영화 《듀엣 포 원》 ... 투터 역
- 1987년 영화 《스온 투 사일런스》 ... 빈센트 컬리 역
- 1987년 영화 《의혹의 밤》 ... 칼 앤더슨 역
- 1987년 영화 《죽는 자를 위한 기도》 ... 리암 도허티 역
- 1988년 영화 《새티스팩션》 ... 마틴 팔콘 역
- 1988년 영화 《유령 호텔》 ... 마틴 브로건 역
- 1988년 영화 《더티 해리 5: 추적자》 ... 피터 스완 역
- 1988년 영화 《모정》 ... 레오 커터 역
- 1989년 영화 《불타는 복수》 ... 브라이어 게이트스 역
- 1990년 영화 《다크맨》 ... 페이튼 웨스트레이크 / 다크맨 역
- 1990년 영화 《위대한 챔피언》 ... Danny Scoulars 역
- 1991년 영화 《써스피션》 ... 토니 아론 역
- 1992년 영화 《사랑의 용기》 ... 프란츠오토 디트리히 역
- 1992년 영화 《부부 일기》 ... Michael Gates 역
- 1992년 영화 《기적 만들기》 ... 윌 브래버먼 보안관 역
- 1993년 영화 《에단 프롬》 ... 에단 프롬 역
- 1993년 영화 《베일 속의 카이로》 ... 퍼거스 램 박사 역
- 1993년 영화 《쉰들러 리스트》 ... 오스카 쉰들러 역
- 1994년 영화 《넬》 ... 닥터 제롬 제리 러벨 역
- 1995년 영화 《롭 로이》 ... 롭 로이 맥그리거 역
- 1995년 영화 《뤼미에르와 친구들》 ... 내레이션 역
- 1996년 영화 《마이클 콜린스》 ... 마이클 콜린스 역
- 1996년 영화 《비포 앤 애프터》 ... 벤 라이언 역
- 1997년 영화 《트럼보》 ... 내레이션 역
- 1998년 영화 《레 미제라블》 ... 장 발장 역
- 1998년 영화 《에베레스트》 ... 내레이션 역
- 1999년 영화 《더 헌팅》 ... 닥터 데이비드 매로 역
- 1999년 영화 《스타워즈 에피소드 1: 보이지 않는 위험》 ... 콰이곤 진 역
- 2000년 영화 《건 샤이》 ... Charlie Mayo 역
- 2000년 영화 《인듀어런스》 ... 내레이션 역
- 2001년 영화 《신기한 동굴 여행》 ... 내레이션 역 (목소리 출연)
- 2002년 영화 《스타워즈 에피소드 2: 클론의 습격》 ... 콰이곤 진 역 (목소리 출연)
- 2002년 영화 《K-19: 위도우메이커》 ... 미하일 플레닌 역
- 2002년 영화 《갱스 오브 뉴욕》 ... 성직자 발론 역
- 2002년 영화 《마틴 루더》 ... 나레이션 역 (목소리 출연)
- 2003년 영화 《러브 액츄얼리》 ... 다니엘 역
- 2003년 영화 《산호초 모험》 ... 내레이션 역 (목소리 출연)
- 2004년 영화 《킨제이 보고서》 ... 앨프리드 킨제이 역
- 2005년 영화 《킹덤 오브 헤븐》 ... 이벨린의 고프리 역
- 2005년 영화 《배트맨 비긴즈》 ... 헨리 듀커드 / 라스 알 굴 역
- 2005년 영화 《플루토에서 아침을》 ... 리암 신부 역
- 2005년 영화 《나니아 연대기: 사자, 마녀, 그리고 옷장》 ... 아슬란 역 (목소리 출연)
- 2006년 영화 《홈》 ... 본인 역
- 2007년 영화 《세러핌 폴스》 ... 카버 역
- 2008년 영화 《나니아 연대기: 캐스피언 왕자》 ... 아슬란 역 (목소리 출연)
- 2008년 영화 《디 아더 맨》 ... 피터 역
- 2008년 영화 《테이큰》 ... 브라이언 밀스 역
- 2009년 영화 《천국에서의 5분간》 ... 알리스데이 리틀 역
- 2009년 영화 《벼랑 위의 포뇨》 ... 후지모토 역 (목소리 출연)
- 2009년 영화 《애프터 라이프》 ... 엘리엇 역
- 2009년 영화 《클로이》 ... 데이빗 역
- 2010년 영화 《타이탄》 ... 제우스 역
- 2010년 영화 《A-특공대》 ... 존 “한니발” 스미스 역
- 2010년 영화 《나니아 연대기: 새벽 출정호의 항해》 ... 아슬란 역 (목소리 출연)
- 2010년 영화 《쓰리 데이즈》 ... 데이몬 페닝톤 역
- 2010년 영화 《와일디스트 드림》 ... 내레이션 역 (목소리 출연)
- 2011년 영화 《언노운》 ... 닥터 마틴 해리스 역
- 2012년 영화 《더 그레이》 ... 존 오트웨이 역
- 2012년 영화 《타이탄의 분노》 ... 제우스 역
- 2012년 영화 《아메리카의 정복자》 ... 에드워드 톰슨 대령 역 (목소리 출연)
- 2012년 영화 《배틀쉽》 ... 셰인 제독 역
- 2012년 영화 《다크 나이트 라이즈》 ... 헨리 듀커드 / 라스 알 굴 역 (특별출연)
- 2012년 영화 《테이큰 2》 ... 브라이언 밀스 역
- 2013년 영화 《써드 퍼슨》 ... 마이클 역
- 2013년 영화 《쿰바: 반쪽무늬 얼룩말의 대모험》 ... 팡고 역 (목소리 출연)
- 2013년 영화 《앵커맨2: 전설은 계속된다》 ... 역사 채널 담당자 역 (카메오 출연)
- 2014년 영화 《넛잡: 땅콩 도둑들》 ... 라쿤 역 (목소리 출연)
- 2014년 영화 《레고 무비》 ... 배드캅 / 굿캅 / 파캅 역 (목소리 출연)
- 2014년 영화 《프로피트》 ... 무스타파 역 (목소리 출연)
- 2014년 영화 《논스톱》 ... 빌 막스 역
- 2014년 영화 《밀리언 웨이즈》 ... 클린치 리더우드 역
- 2014년 영화 《툼스톤》 ... 매튜 스커터 역
- 2015년 영화 《테이큰 3》 ... 브라이언 밀스 역
- 2015년 영화 《런 올 나이트》 ... 지미 콜론 역
- 2015년 영화 《안투라지》 ... 본인 역 (카메오 출연)
- 2015년 영화 《19곰 테드 2》 ... 손님 역
- 2015년 영화 《크리스마스의 기적》 ... 내레이션 / 라디오 DJ 역 (목소리 출연)
- 2016년 영화 《헌츠맨: 윈터스 워》 ... 내레이션 역 (목소리 출연)
- 2016년 영화 《인천상륙작전》 ... 더글라스 맥아더 장군 역
- 2016년 영화 《몬스터 콜》 ... 괴물 역 (목소리 출연)
- 2016년 영화 《사일런스》 ... 크리스토방 페헤이라 신부 역
- 2017년 영화 《마크 펠트: 더 맨 후 브로우트 다운 더 화이트 하우스》 ... 마크 펠트 역
- 2017년 영화 《대디스 홈 2》 ... Actor in Missile Tow 역 (목소리 출연)
- 2018년 영화 《커뮤터》 ... 마이클 맥콜리 역
- 2018년 영화 《위도우즈》 ... 하드 파우더 넬스 역
- 2019년 영화 《맨 인 블랙: 인터내셔널》 ... High T 역
- 2021년 영화 《마크맨》 ... 짐 역
- 2021년 영화 《아이스 로드》 ... 마이크 역
- 2021년 영화 《메이드 인 이태리》
- 2022년 영화 《블랙 라이트》 ... 트래비스 역
- 2022년 영화 《메모리》 ... 앨릭스 루이스 역
- 2023년 영화 《탐정 말로》 ... 탐정 말로 역
- 2023년 영화 《레트리뷰션》 ... 매트 역
- 2025년 영화 《총알 탄 사나이》 ... 프랭크 드레빈 주니어 역

### 텔레비전
| 연도       | 제목                                                        | 배역                                 | 비고                                                     |
| ---------- | ----------------------------------------------------------- | ------------------------------------ | -------------------------------------------------------- |
| 1978       | 플레이 포 투데이 Play for Today                             | 더몬트                               | 에피소드: "Dinner at the Sporting Club"                  |
| 1980       | BBC2 플레이하우스 BBC2 Playhouse                            | 블랙스미스                           | 에피소드: "My Dear Palestrina"                           |
| 1985       | A Woman of Substance                                        | 블랙키 오닐                          | 3 에피소드                                               |
| 1985       | 전설의 아서왕 Arthur the King                               | 그랙                                 | 텔레비전 영화                                            |
| 1986       | 마이애미 비스 Miami Vice                                    | 숀 카론                              | 에피소드: "When Irish Eyes Are Crying"                   |
| 1986       | 홀리 더 드림 Hold the Dream                                 | 블랙키 오닐                          | 텔레비전 영화                                            |
| 1988       | 스크린 투 Screen Two                                        | 마틴 페리                            | 에피소드: "Sweet as You Are"                             |
| 1996       | The Great War and the Shaping of the 20th Century           | 존 루시 / Adolf Hitler (목소리 출연) | 3 에피소드                                               |
| 2000       | 엠파이어스: 더 그릭스 Empires: The Greeks                   | 내레이션 (목소리 출연)               | 3 에피소드                                               |
| 2001       | 에볼루션 Evolution                                          | 내레이션 (목소리 출연)               | 8 에피소드                                               |
| 2002       | 리버티스 키즈 Liberty's Kids                                | 존 파울 존스 (목소리 출연)           | 에피소드: "Not Yet Begun to Fight"                       |
| 2004       | 패트릭 Patrick                                              | 내레이션 (목소리 출연)               | 텔레비전 다큐멘터리                                      |
| 2005       | 심슨 가족 The Simpsons                                      | 숀 신부 (목소리 출연)                | 에피소드: "The Father, the Son, and the Holy Guest Star" |
| 2010       | 더 빅 C The Big C                                           | 비 먼                                | 에피소드: "Everything That Rises Must Converge"          |
| 2011       | 라이프스 투 쇼트 Life's Too Short                           | 자신                                 | 에피소드 # 1.1                                           |
| 2011, 2014 | 스타워즈: 클론 전쟁 Star Wars: The Clone Wars               | 콰이곤 진 (목소리 출연)              | 3 에피소드                                               |
| 2014, 2015 | 패밀리 가이 Family Guy                                      | 자신 (목소리 출연)                   | 2 에피소드                                               |
| 2014       | 레브 Rev                                                    | 갓                                   | 크레딧에 안올라감 에피소드 #3.5                          |
| 2014       | Wild Japan: Snow Monkeys                                    | 내레이션 (목소리 출연)               | 텔레비전 다큐멘터리                                      |
| 2016       | 인사이드 에이미 슈머 Inside Amy Schumer                     | 돈 치들                              | 에피소드: "Welcome to the Gun Show"                      |
| 2016       | Dream Corp, LLC                                             | 데빌 데몬 (목소리 출연)              | 에피소드: "The Leak                                      |
| 2017       | 레드 노우즈 데이 액츄얼리 Red Nose Day Actually             | 다니엘                               | 텔레비전 단편 영화                                       |
| 2017       | 오빌 The Orville                                            | Jahavus Dorahl                       | 크레딧에 안올라감 에피소드: "If the Stars Should Appear" |
| 2018       | 더 발라드 오브 버스트 스크럭스 The Ballad of Buster Scruggs |                                      |                                                          |

### 비디오 게임
| 연도 | 제목            | 배역                     |
| ---- | --------------- | ------------------------ |
| 2005 | Batman Begins   | 헨리 듀커드 / 라스 알 굴 |
| 2008 | Fallout 3       | 제임스 (대드)            |
| 2015 | Lego Dimensions | Bad Cop / Good Cop       |

## 수상 및 후보
| 연도 | 시상식                                           | 부문                               | 작품                                  | 결과 | 출처   |
| ---- | ------------------------------------------------ | ---------------------------------- | ------------------------------------- | ---- | ------ |
| 1990 | 새턴상                                           | 최우수 남우주연상                  | 다크맨                                | 후보 |        |
| 1993 | 토니상                                           | 연극부문 최우수 남우주연상         | 안나 크리스티                         | 후보 |        |
| 1993 | 시카고 영화 비평가 협회                          | 최우수 남우주연상                  | 쉰들러 리스트                         | 수상 |        |
| 1993 | 달라스-포트워스 영화 비평가 협회                 | 최우수 남우주연상                  | 쉰들러 리스트                         | 후보 |        |
| 1993 | 런던 영화 비평가 협회                            | 올해의 남우주연상                  | 쉰들러 리스트                         | 후보 |        |
| 1993 | 골든 글로브상                                    | 영화 드라마 부문 최우수 남우주연상 | 쉰들러 리스트                         | 후보 | [ 33 ] |
| 1993 | 영국 아카데미상(BAFTA)                           | 최우수 여우주연상                  | 쉰들러 리스트                         | 후보 | [ 34 ] |
| 1993 | 미국 아카데미상                                  | 최우수 여우주연상                  | 쉰들러 리스트                         | 후보 | [ 35 ] |
| 1996 | 베네치아 국제 영화제                             | 최우수 남우주연상(볼피컵)          | 마이클 콜린스                         | 수상 |        |
| 1996 | 시카고 영화 비평가 협회                          | 최우수 남우주연상                  | 마이클 콜린스                         | 후보 |        |
| 1996 | 이브닝 스탠더드 브리티쉬 필름 어워드             | 최우수 남우주연상                  | 마이클 콜린스                         | 수상 |        |
| 1996 | 골든 글로브상                                    | 영화 드라마 부문 최우수 남우주연상 | 마이클 콜린스                         | 후보 | [ 36 ] |
| 1999 | MTV 무비 & TV 어워드                             | 최고의 싸움상                      | 스타워즈 에피소드 1: 보이지 않는 위험 | 후보 |        |
| 1999 | 새턴상                                           | 최우수 남우주연상                  | 스타워즈 에피소드 1: 보이지 않는 위험 | 후보 |        |
| 2002 | 드라마 데스크 어워드                             | 연극 부문 최우수 남우주연상        | 시련                                  | 후보 |        |
| 2002 | 토니상                                           | 연극부문 최우수 남우주연상         | 시련                                  | 후보 |        |
| 2003 | 피닉스 영화 비평가 협회                          | 최우수 남우주연상                  | 러브 액츄얼리                         | 후보 |        |
| 2004 | 인디펜던트 스피릿 어워드                         | 최우수 남우주연상                  | 킨제이 보고서                         | 후보 |        |
| 2004 | 런던 영화 비평가 협회                            | 올해의 남우주연상                  | 킨제이 보고서                         | 후보 |        |
| 2004 | 로스 앤젤레스 영화 비평가 협회                   | 최우수 남우주연상                  | 킨제이 보고서                         | 수상 |        |
| 2004 | 밴쿠버 영화 비평가 협회                          | 최우수 남우주연상                  | 킨제이 보고서                         | 후보 |        |
| 2004 | IFTA 어워드(아일랜드 영화 & 텔레비전 아카데미상) | 최우수 남우주연상                  | 킨제이 보고서                         | 수상 |        |
| 2004 | 새틀라이트상                                     | 영화부문 최우수 남우주연상         | 킨제이 보고서                         | 후보 |        |
| 2004 | 골든 글로브상                                    | 영화 드라마 부문 최우수 남우주연상 | 킨제이 보고서                         | 후보 | [ 37 ] |
| 2005 | MTV 무비 & TV 어워드                             | 최고의 싸움상                      | 배트맨 비긴즈                         | 후보 |        |
| 2005 | 새턴상                                           | 최우수 남우주연상                  | 배트맨 비긴즈                         | 후보 |        |
| 2009 | IFTA 어워드(아일랜드 영화 & 텔레비전 아카데미상) | 최우수 남우주연상                  | 천국에서의 5분간                      | 후보 |        |
| 2016 | 크리틱스 초이스 텔레비전상                       | 코미디 시리즈 최우수 게스트 연기상 | 인사이드 에이미 슈머                  | 후보 |        |
| 2018 | ALOS 어워드                                      | 최우수 남우조연상                  | 사일런스                              | 수상 |        |